# Dargovský průsmyk
Dargovský průsmyk, slovensky Dargovský priesmyk, (473 m n. m.) je průsmyk (horské sedlo) v hlavním hřebeni centrální části Slanských vrchů, odděluje podcelky Mošník na severu a Bogota na jihu.
Průsmyk se nalézá na severovýchod od vrchu Ploská (602 m n. m.) a je pramennou oblastí říčky Trnávky.
Za druhé světové války během sedmi týdnů bojů o průsmyk tu padlo od 9. prosince 1944 do 17. ledna 1945 na 3000-3500 sovětských vojáků (na památníku uvedených 22 000 padlých vojáků je v průběhu všech bojů při osvobozování východního Slovenska, mimo bojů v Dukelském průsmyku). Strategickou obrannou linii Slanských vrchů prolomila sovětská armáda 17. ledna 1945. Stojí zde památník vítězství, Růžový sad vděčnosti, na místě bývalého minového pole (plocha 7 ha) a Pamětní síň bojových tradic s rekonstruovanými bunkry, zemljankami a vojenskými stanovišti, kudy vede naučná stezka s expozicemi vojenské techniky. Na monumentálním piedestalu, zasazeném do zdejší horské scenérie, stojí velký památník Vítězství.
Průsmykem vede důležitá silniční spojnice z Košic do Zemplína, silnice I/50 tvoří součást mezinárodní silnice E50.
Také tudy prochází červená turistická značka (součást mezinárodní trasy EB) do Herlianského sedla a vychází odtud modrá turistická značka do rekreačního střediska Borda-lázně.

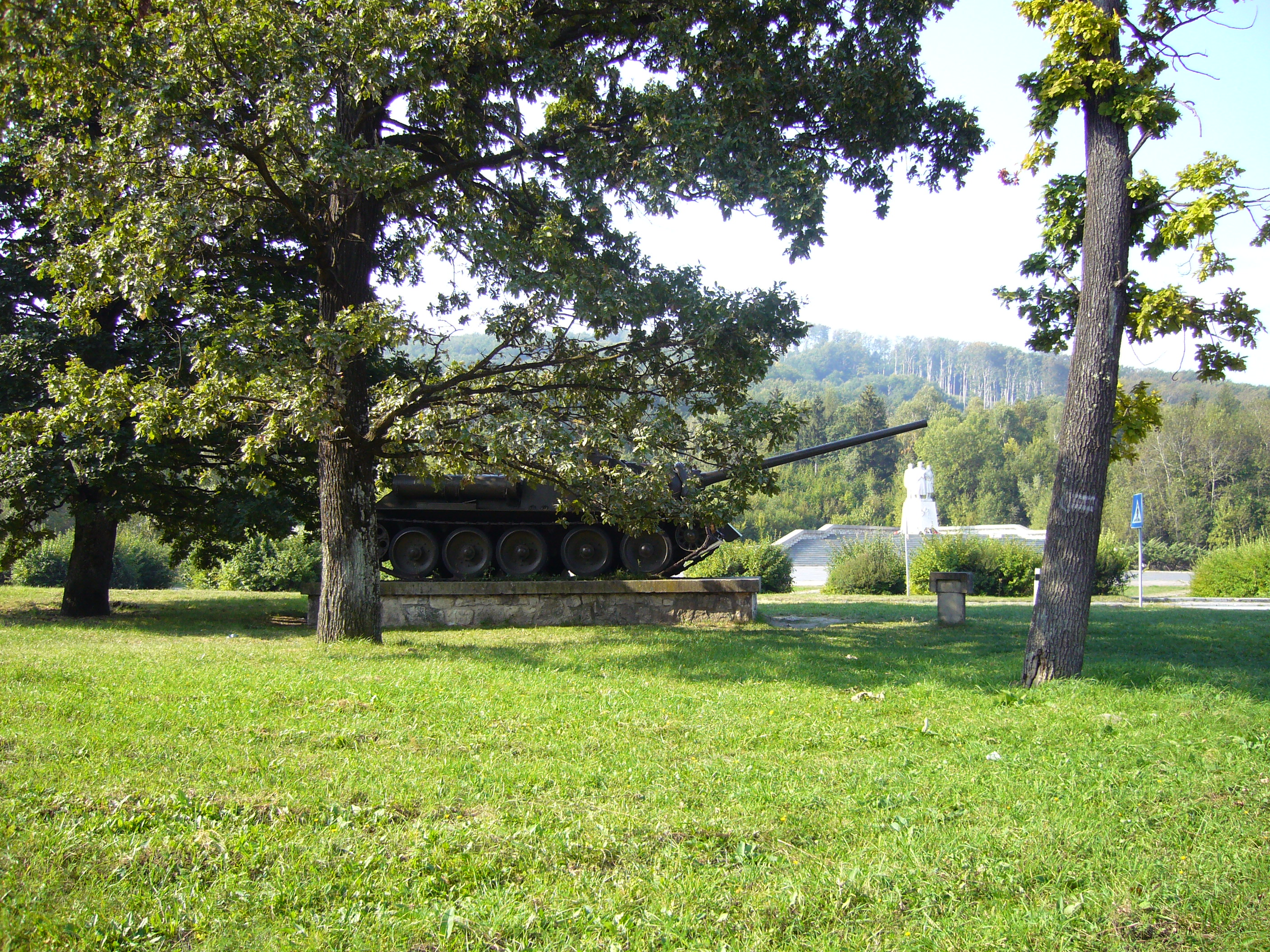
Sovětské samohybné dělo SU-100 vystavené u památníku na Dargovském průsmyku. Hlaveň míří na Košice.

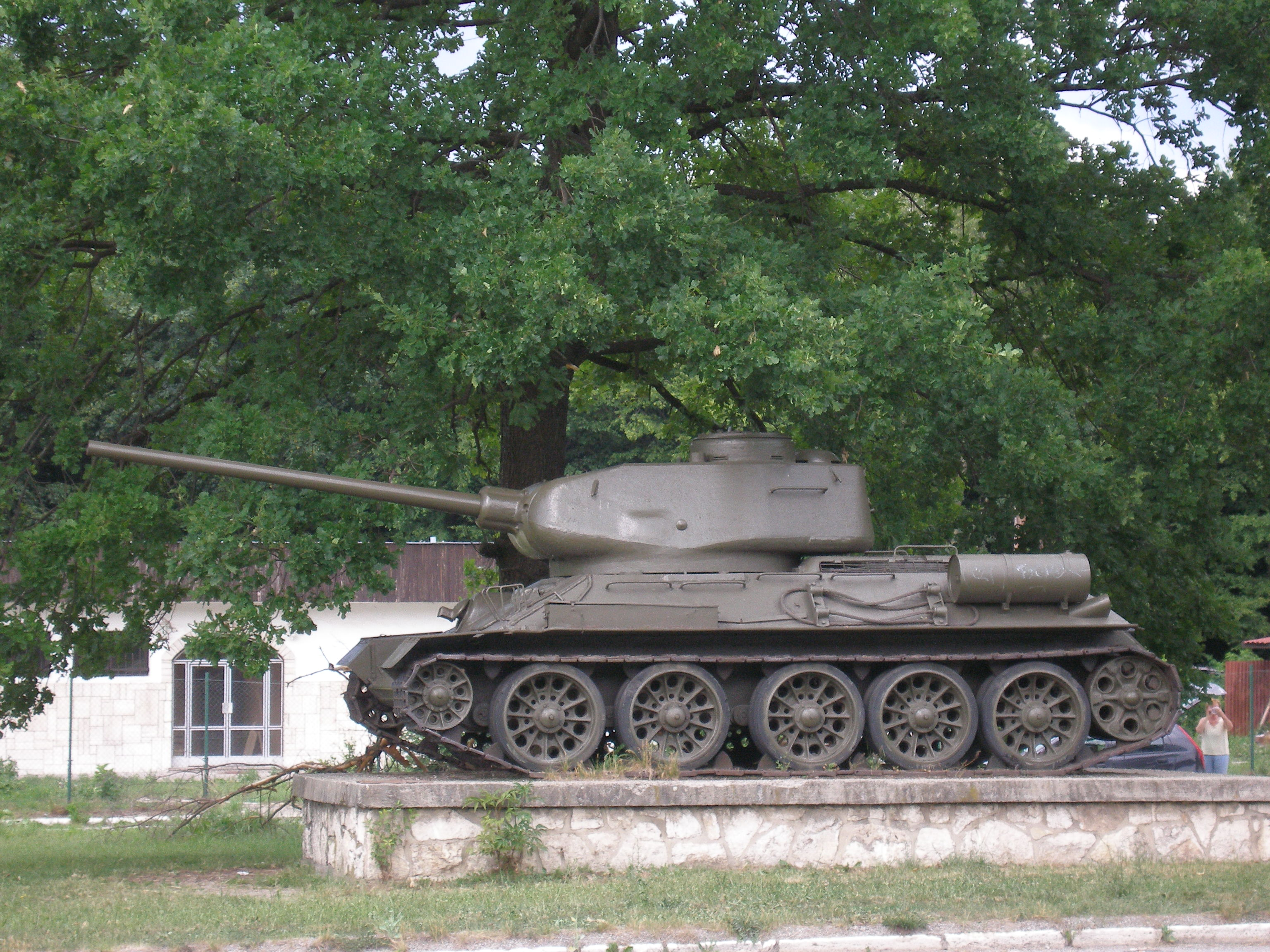
Sovětský tank T-34

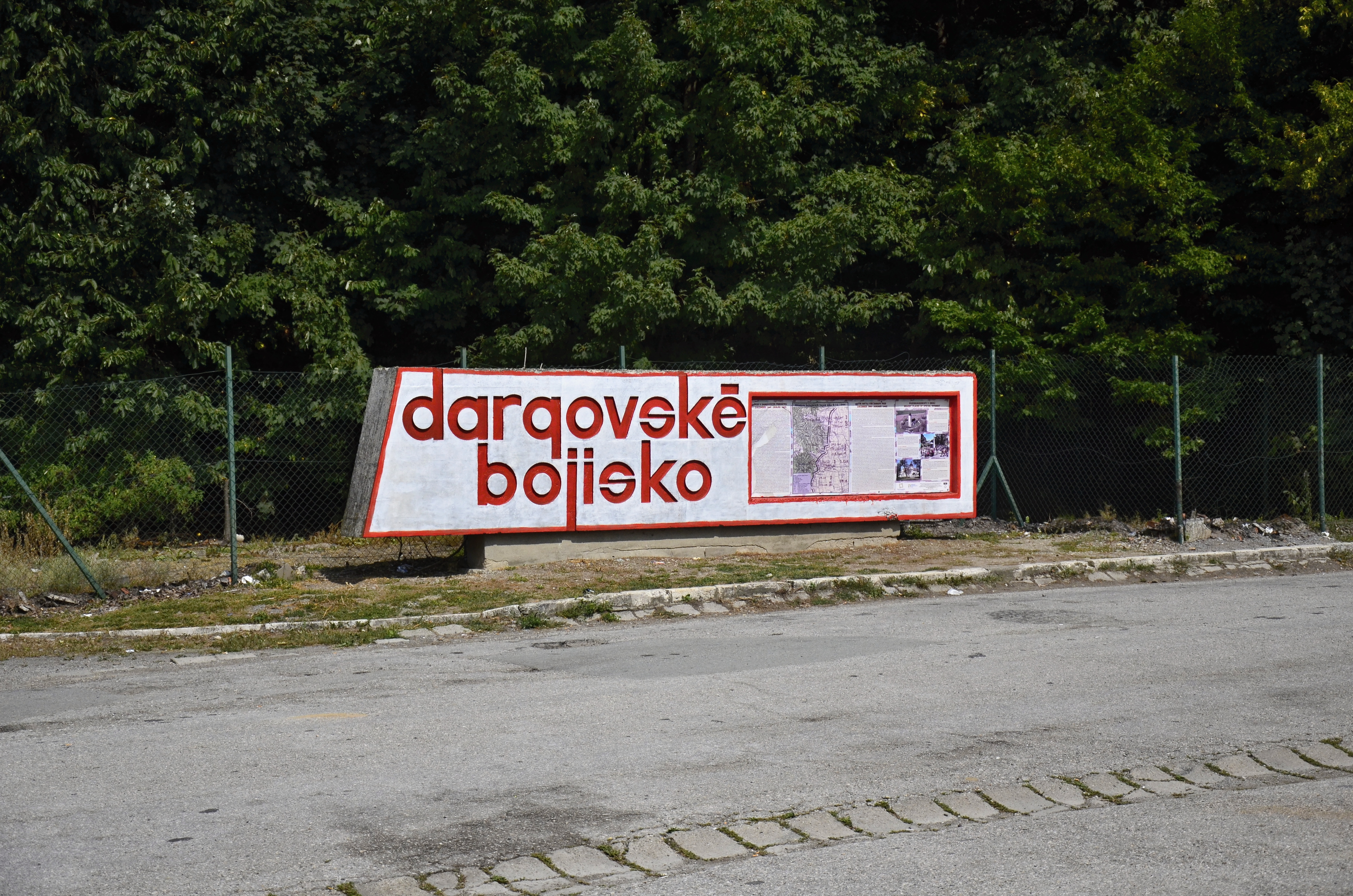
Informační tabule naproti památníku.

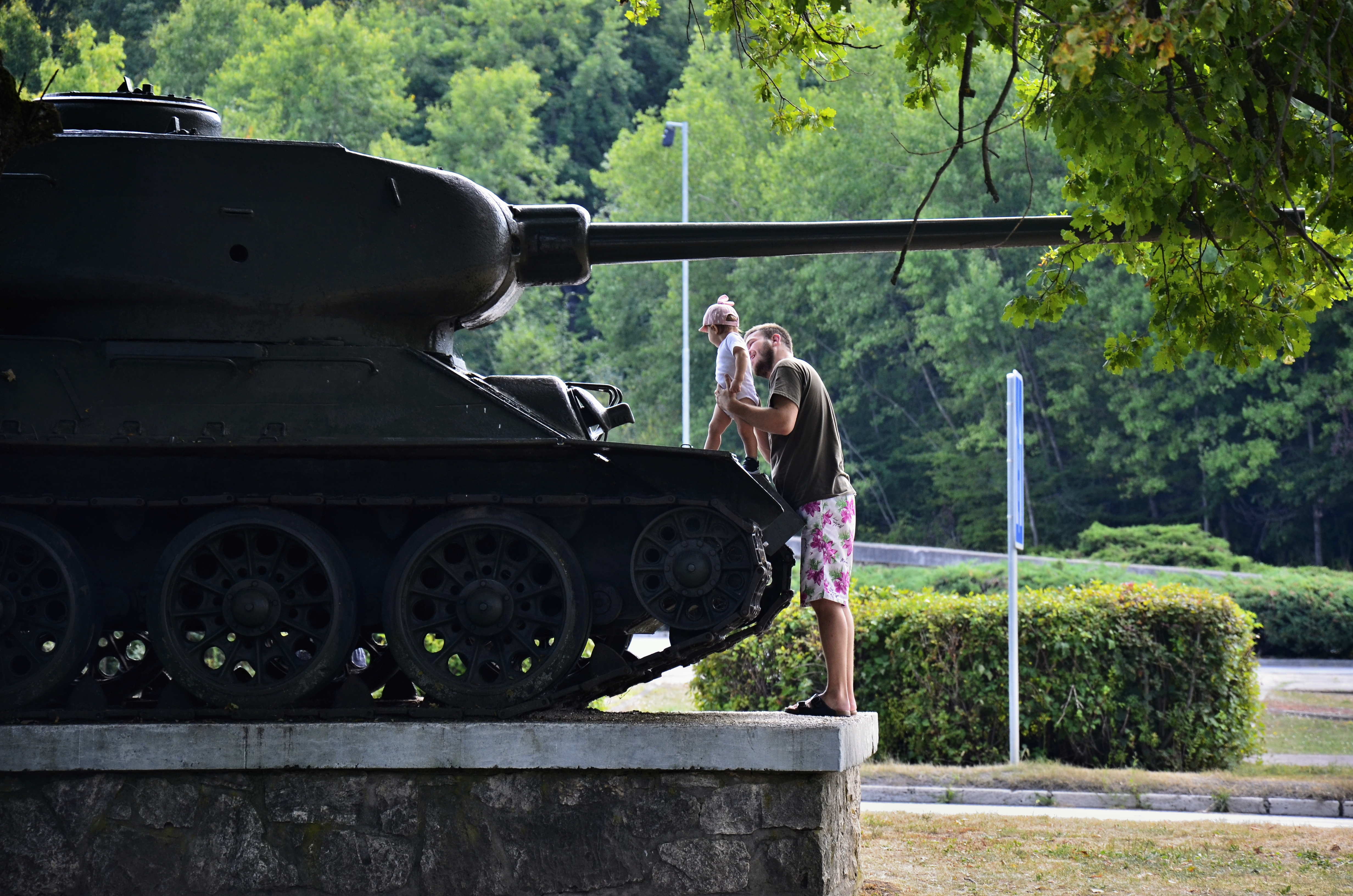
Tank T-34 před památníkem.

V průsmyku se nalézá parkoviště a motorest. Severně od něho leží rekreační středisko Borda-lázně, východně rekreační středisko Bílé Studničky.